# Marise Kruger
Ne pas confondre avec Joannette Kruger, également joueuse de tennis.
Pour les articles homonymes, voir Kruger.
Marise Kruger (née le 17 juillet 1958) est une joueuse de tennis sud-africaine, professionnelle dans la seconde moitié des années 1970.
Elle s'est essentiellement illustrée dans les épreuves de double.

## Palmarès

### Titres en simple dames
| No | Date       | Nom et lieu du tournoi                      | Catégorie | Dotation | Surface      | Finaliste      | Score    |          |
| -- | ---------- | ------------------------------------------- | --------- | -------- | ------------ | -------------- | -------- | -------- |
| 1  | 31-05-1976 | Rose’s Lime Juice International, Chichester |           | NC       | Gazon (ext.) | Bunny Bruning  | 6-2, 6-2 | Parcours |
| 2  | 23-08-1976 | Tennis Week Open, Orange                    |           | 60000 $  | Terre (ext.) | Lea Antonoplis | 6-3, 6-2 | Parcours |

### Finales en simple dames
| No | Date       | Nom et lieu du tournoi          | Catégorie      | Dotation | Surface      | Vainqueure       | Score         |          |
| -- | ---------- | ------------------------------- | -------------- | -------- | ------------ | ---------------- | ------------- | -------- |
| 1  | 07-06-1976 | Robertson's Cup, Beckenham      |                | NC       | Gazon (ext.) | Olga Morozova    | 7-5, 2-6, 6-3 | Parcours |
| 2  | 15-08-1977 | Rothmans Canadian Open, Toronto | Colgate Series | 35 000 $ | Terre (ext.) | Regina Maršíková | 6-4, 4-6, 6-2 | Parcours |

### Titres en double dames
| No | Date       | Nom et lieu du tournoi                     | Catégorie      | Dotation | Surface      | Partenaire        | Finalistes                    | Score         |          |
| -- | ---------- | ------------------------------------------ | -------------- | -------- | ------------ | ----------------- | ----------------------------- | ------------- | -------- |
| 1  | 31-05-1976 | Rose’s Lime Juice International Chichester |                | NC       | Gazon (ext.) | Elizabeth Vlotman | Corinne Molesworth Naoko Sato | 6-2, 6-1      | Parcours |
| 2  | 16-05-1977 | Italian Open Rome                          |                | 35 000 $ | Terre (ext.) | Brigitte Cuypers  | Bunny Bruning Sharon Walsh    | 3-6, 7-5, 6-2 |          |
| 3  | 21-08-1978 | Bergen County Classic Mahwah               |                | 75 000 $ | Dur (ext.)   | Ilana Kloss       | Barbara Potter Pam Whytcross  | 6-3, 6-1      | Parcours |
| 4  | 11-09-1978 | Women in Tennis International San Antonio  |                | 35 000 $ | NC           | Ilana Kloss       | Laura duPont Françoise Dürr   | 6-1, 6-4      | Parcours |
| 5  | 14-05-1979 | Bancroft Trophy Vienne                     | Colgate Series | 75 000 $ | Terre (ext.) | Dianne Fromholtz  | Ilana Kloss Betty-Ann Stuart  | 3-6, 6-4, 6-1 | Parcours |

### Finales en double dames
| No | Date       | Nom et lieu du tournoi              | Catégorie      | Dotation | Surface         | Vainqueures                     | Partenaire       | Score         |          |
| -- | ---------- | ----------------------------------- | -------------- | -------- | --------------- | ------------------------------- | ---------------- | ------------- | -------- |
| 1  | 26-09-1977 | Florida Federal Open Palm Harbor    |                | 35 000 $ | Terre (ext.)    | Linky Boshoff Ilana Kloss       | Brigitte Cuypers | 6-7, 6-2, 6-2 | Parcours |
| 2  | 03-10-1977 | Wyler’s Women’s Classic Atlanta     |                | 75 000 $ | Moquette (int.) | Martina Navrátilová Betty Stöve | Brigitte Cuypers | 6-4, 6-2      | Parcours |
| 3  | 28-11-1977 | South African Open Johannesburg     |                | 35 000 $ | Dur (ext.)      | Linky Boshoff Ilana Kloss       | Brigitte Cuypers | 5-7, 6-3, 6-3 | Parcours |
| 4  | 18-09-1978 | World Tennis Classic Montréal       |                | 40 000 $ | Dur (int.)      | Julie Anthony Billie Jean King  | Ilana Kloss      | 6-4, 6-4      | Parcours |
| 5  | 11-12-1978 | South Australian Open Adélaïde      | Colgate Series | 50 000 $ | Gazon (ext.)    | Lesley Hunt Sharon Walsh        | Ilana Kloss      | 6-2, 6-2      | Parcours |
| 6  | 18-12-1978 | Nabisco New South Wales Open Sydney | Colgate Series | 75 000 $ | Gazon (ext.)    | Lesley Hunt Sharon Walsh        | Ilana Kloss      | 6-2, 6-1      | Parcours |
| 7  | 26-11-1979 | South African Open Johannesburg     |                | 175000 $ | Dur (ext.)      | Lesley Charles Tanya Harford    | Françoise Dürr   | 6-1, 6-3      | Parcours |

## Parcours en Grand Chelem

### En simple dames
| Année | Open d'Australie (janvier) | Open d'Australie (janvier) | Internationaux de France | Internationaux de France | Wimbledon       | Wimbledon        | US Open         | US Open        | Open d'Australie (décembre) | Open d'Australie (décembre) |
| ----- | -------------------------- | -------------------------- | ------------------------ | ------------------------ | --------------- | ---------------- | --------------- | -------------- | --------------------------- | --------------------------- |
| 1976  | -                          | -                          | -                        | -                        | 4e tour (1/8)   | Virginia Wade    | 2e tour (1/32)  | Kristien Shaw  | n/a                         | n/a                         |
| 1977  | -                          | -                          | 1er tour (1/32)          | Regina Maršíková         | 4e tour (1/8)   | Billie Jean King | 4e tour (1/8)   | M. Navrátilová | -                           | -                           |
| 1978  | n/a                        | n/a                        | -                        | -                        | 1/4 de finale   | M. Navrátilová   | 1er tour (1/64) | Bettina Bunge  | -                           | -                           |
| 1979  | n/a                        | n/a                        | 2e tour (1/16)           | Bettina Bunge            | 1er tour (1/64) | Glynis Coles     | -               | -              | -                           | -                           |

À droite du résultat, l’ultime adversaire.

### En double dames
| Année | Open d'Australie (janvier) | Open d'Australie (janvier) | Internationaux de France   | Internationaux de France | Wimbledon                  | Wimbledon                 | US Open                    | US Open                  | Open d'Australie (décembre) | Open d'Australie (décembre) |
| ----- | -------------------------- | -------------------------- | -------------------------- | ------------------------ | -------------------------- | ------------------------- | -------------------------- | ------------------------ | --------------------------- | --------------------------- |
| 1976  | -                          | -                          | -                          | -                        | 3e tour (1/8) E. Vlotman   | Joyce Barclay Winnie Shaw | 1er tour (1/32) K. Harter  | Rosie Casals F. Dürr     | n/a                         | n/a                         |
| 1977  | -                          | -                          | 1er tour (1/16) B. Cuypers | C. Matison Pam Whytcross | 1/4 de finale B. Cuypers   | Helen Cawley J. Russell   | 3e tour (1/8) B. Cuypers   | Julie Anthony B. J. King | -                           | -                           |
| 1978  | n/a                        | n/a                        | -                          | -                        | 1/4 de finale Ilana Kloss  | Kerry Reid W. Turnbull    | 3e tour (1/8) Ilana Kloss  | Chris O'Neil Paula Smith | -                           | -                           |
| 1979  | n/a                        | n/a                        | 1/2 finale D. Fromholtz    | F. Dürr Virginia Wade    | 1/4 de finale D. Fromholtz | F. Dürr Virginia Wade     | 1/4 de finale D. Fromholtz | Rosie Casals Chris Evert | -                           | -                           |

Sous le résultat, la partenaire ; à droite, l’ultime équipe adverse.

### En double mixte
| Année | Open d'Australie (janvier), | Open d'Australie (janvier), | Internationaux de France      | Internationaux de France  | Wimbledon                   | Wimbledon                | US Open                    | US Open             | Open d'Australie (décembre), | Open d'Australie (décembre), |
| ----- | --------------------------- | --------------------------- | ----------------------------- | ------------------------- | --------------------------- | ------------------------ | -------------------------- | ------------------- | ---------------------------- | ---------------------------- |
| 1976  | n/a                         | n/a                         | -                             | -                         | 2e tour (1/16) L. Sosnowski | L. Charles Mark Farrell  | -                          | -                   | n/a                          | n/a                          |
| 1977  | n/a                         | n/a                         | -                             | -                         | 2e tour (1/16) Deon Joubert | Greer Stevens Bob Hewitt | -                          | -                   | n/a                          | n/a                          |
| 1979  | n/a                         | n/a                         | -                             | -                         | -                           | -                        | 2e tour (1/8) M. Edmondson | F. Dürr A. Amritraj | n/a                          | n/a                          |
| 1988  | -                           | -                           | 1er tour (1/32) Rittersbacher | P. Etchemendy J. Fleurian | -                           | -                        | -                          | -                   | n/a                          | n/a                          |

Sous le résultat, le partenaire ; à droite, l’ultime équipe adverse.